# Michael Maier
Michael Maier (1568–1622) byl německý lékař a rádce císaře Rudolfa II. Habsburského, učený alchymista, autor epigramů a amatérský skladatel.

## Život a kariéra

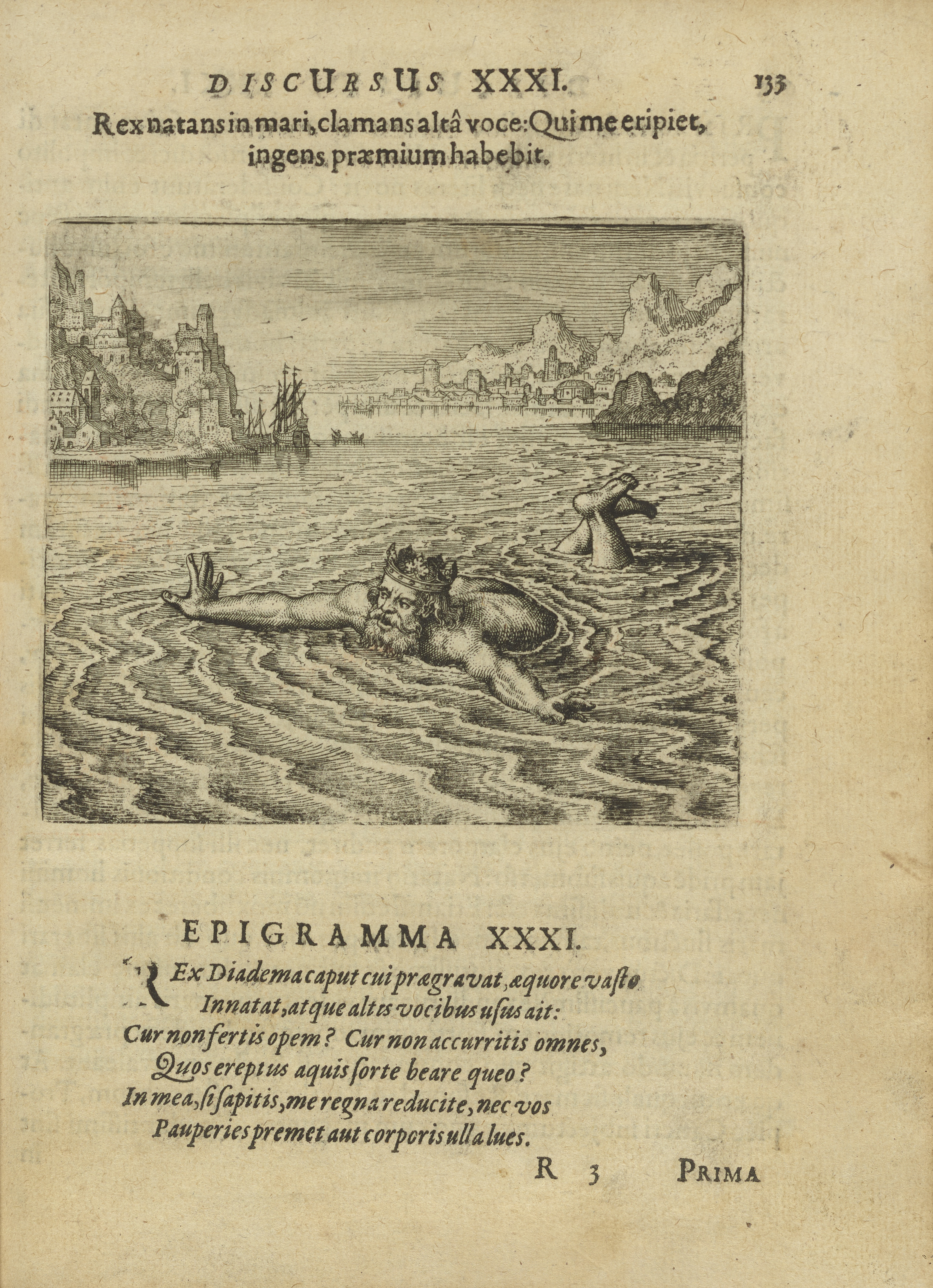
Emblém XXXI, Epigram XXXI: "Plave Král v moři a z plna hrdla křičí: Kdo mě zachrání, bude štědře odměněn!" z knihy Atalanta fugiens, 1617

Michael Maier se narodil v městě Rendsburg, které leží v dnešní spolkové zemi Šlesvicko-Holštýnsko, jako syn odborníka na korálkovou výšivku, jménem Peter Maier.
V letech 1587 až 1591 studoval filozofii a medicínu v Rostocku, Frankfurtu nad Odrou (1592) a od roku 1595 v italské Padově, kterou o rok později narychlo opustil poté, co ve rvačce zranil svoje protivníky, za což měl být zatčen.
Odešel do Basileje, kde v říjnu 1596 získal doktorát z medicíny. Svou disertační práci De epilepsia věnoval Matthiasovi Carnariovi, osobnímu lékaři vévody Johanna Adolfa, syna krále Friedricha II. Velikého.
Po získání doktorátu se Michal Maier vrátil do Holštýnska, aby se věnoval lékařské praxi. Kolem roku 1599 se začal zajímat o alchymii. Pokusil se vytvořit alchymickou konkordanci, když shromáždil a sjednotil zásadní hermetické spisy svých předchůdců.
Roku 1608 přišel do Prahy, kde 19. září 1609 oficiálně vstoupil do služeb římského císaře Rudolfa II. Habsburského jako jeho lékař a císařský rádce. O deset dnů(!) později byl Rudolfem povýšen do dědičného šlechtického stavu a obdržel titul císařského paladýna. Důvodem vysoké vážnosti, jíž se Maier těšil na císařském dvoře, byla především Rudolfova vášeň pro alchymii a okultní vědy, která oba muže spojovala.

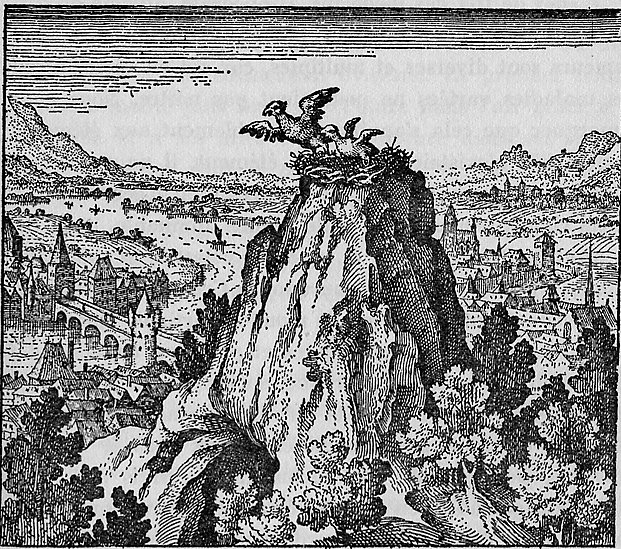
Emblem Emblém VII: "Mladí orli se pokoušejí vyletět ze svého hnízda, ale padají v ně zpátky dolů." z Atalanta fugiens, 1617

Zhruba v této době publikoval Maier ve velmi omezeném nákladu dílo De medicina regie et vere heroica, Coelidonia (1609), která kromě jiného obsahuje také jeho autobiografii.
I přes úspěšnou kariéru císařského rádce se Michal Maier v roce 1611 rozhodl Prahu opustit a odešel hledat nového patrona. Dopisoval si s lankrabětem Mořicem Hesensko-Kasselským. Proto Maier odjel navštívit svého hesensko-kasselského švagra, hraběte Arnošta ze Schaumburgu, u něhož nějaký čas přebýval. Byl také hostem právníka z Mühlhausenu, Christophera Reinharda, kterému Maier později věnoval svou proslulou knihu Atalanta fugiens (1617).
Mezi léty 1611 a 1616 pobýval v Anglii na dvoře Jakuba I. Stuarta a vydal tady svoji první známou knihu Arcana Arcanissima (Londýn 1613 a 1614).
Výtisky svých děl věnoval Michael Maier řadě významných a vlivných osobností, jako byl biskup z Ely nebo sir Thomas Smith z Britské Východoindické společnosti.
Maier se vrátil do Německa v září 1616 a usadil se ve Frankfurtu nad Mohanem, kde o rok později vydal svou nejvýznamnější knihu Atalanta fugiens, hoc est Emblemata nova de secretis naturae chymica, česky Prchající Atalanta aneb nové chymické emblémy vyjadřující tajemství přírody, věnovaná výše zmíněnému Mühlhausenskému právníkovi Christhopheru Reinhardovi. Vedle obrazů a básní je její součástí také soubor padesáti hudebních skladeb ve formě fugy, jež odkazují na Atalantin "úprk".
Roku 1619 se Maier vstoupil jako osobní lékař do služeb dlouholetého přítele, hessnsko-kasselského lankraběte Mořice. Po roce se však znovu odstěhoval, tentokráte do Magdeburgu. Zde se věnoval lékařské praxi až do roku 1622, kdy ve věku 54 let zemřel. V jeho pozůstalosti bylo nalezeno neuvěřitelné množství nikdy nepublikovaných spisů.
Michael Maier byl celý život oddaným Luteránem a měl velký vliv na práci fyzika sira Isaaca Newtona. Byl také členem nově vznikajícího řádu Rosikruciánů, kterému věnoval část látky svého díla Themis aurae.

## Význam
V roce 1656 se objevila kopie anglického překladu Maierovy Themis aurae: Laws of the fraternity of thge Rosie Cross (Themis aurae: Zákony bratrstva růžového kříže), který jeho původní vlastníci, podepsaní iniciálami N. L. T. S. a H. S. věnovali Eliasu Ashmolovi. Muži, skrytí pod iniciálami, byli později identifikováni jako Nathaniel Hodges a Thomas Hodges (buď jeho otec nebo bratr, oba téhož jména). Věnování vysvětlili na třech stranách textu: Ashmole, jak bylo ve věnování uvedeno, se začal věnovat rytí pečetí, pískové formě a zlatotepectví v době, kdy žil v londýnské čtvrti Blackfairs a kdy byl zasvěcen do tajemství řádu Rosekruciánů svým adoptivním otcem, alchymistou Williamem Backhousem z Berkshire.
Věnování Maierových děl dokládá řetězec vztahů řádu Rosekruciánů od Michaela Maiera po Roberta Fludda, přes Backhouse k Ashmolovi. Detailní popisy Ashmolova řemeslnického výcviku pak ilustrují pozadí korespondence členů operativního zednářství.